# Pilica (gemeente)
De gemeente Pilica is een stad- en landgemeente in het Poolse woiwodschap Silezië, in powiat Zawierciański.
De zetel van de gemeente is in Pilica.
Op 30 juni 2004 telde de gemeente 9183 inwoners.

## Oppervlakte gegevens
In 2002 bedroeg de totale oppervlakte van gemeente Pilica 138,89 km², waarvan:
- agrarisch gebied: 74%
- bossen: 21%

De gemeente beslaat 13,84% van de totale oppervlakte van de powiat.

## Demografie
Stand op 30 juni 2004:
| Omschrijving                   | Totaal | Totaal | Vrouwen | Vrouwen | Mannen | Mannen |
| ------------------------------ | ------ | ------ | ------- | ------- | ------ | ------ |
| eenheid                        | aantal | %      | aantal  | %       | aantal | %      |
| inwoners                       | 9183   | 100    | 4647    | 50,6    | 4536   | 49,4   |
| bevolkingsdichtheid (inw./km²) | 66,1   | 66,1   | 33,5    | 33,5    | 32,7   | 32,7   |

In 2002 bedroeg het gemiddelde inkomen per inwoner 1219,75 zł.

## Plaatsen
Biskupice, Cisowa, Dobraków, Dzwonowice, Dzwono-Sierbowice, Kleszczowa, Kocikowa, Siadcza, Sławniów, Smoleń, Solca, Szyce, Wierbka, Wierzbica, Złożeniec.

## Aangrenzende gemeenten
Klucze, Kroczyce, Ogrodzieniec, Szczekociny, Wolbrom, Żarnowiec